# Befehlstaktik
Befehlstaktik ist ein Begriff aus der militärischen Führung. Im Gegensatz zum Führen mit Auftrag, welches dem untergebenen Soldaten (Unterführer) eine gewisse Freiheit in der Durchführung eines erteilten Auftrags einräumt, bindet die Befehlstaktik den Untergebenen strikt an die Weisung seines Vorgesetzten. Auch zweckmäßige, der Lage angepasste, eigene Entschlüsse sind nicht vorgesehen.
Bei der Befehlstaktik bekommt der Befehlsempfänger Art, Umfang, Einsatz, Mittel, Orte, Wege, Zeiten und alle weiteren für die Durchführung entscheidenden Komponenten vorgegeben. Sollte sich im Laufe der Durchführung die taktische Lage derart verändern, dass die Durchführung nicht mehr erreichbar ist, kann nicht flexibel reagiert werden. Erst nach der Meldung an den Vorgesetzten und dem Erhalt eines neuen Befehls kann weiter gehandelt werden.
Vorteil: Der militärische Führer kennt den genauen Umfang des Einsatzes anhand des erteilten Befehls.
Nachteil: Durch die fehlende Flexibilität wird die Durchführung des Befehls erschwert oder gar verhindert. Weiterhin wird dadurch der Befehlsgeber stärker gebunden und beansprucht.
Befehlstaktik gab es vor allem in den Streitkräften des Warschauer Pakts und in den Armeen der anglo-amerikanischen Staaten. Dort war eigenverantwortliches und selbständiges Handeln nicht vorgesehen.